# Icius yadongensis
Icius yadongensis is een spinnensoort in de taxonomische indeling van de springspinnen (Salticidae).
Het dier behoort tot het geslacht Icius. De wetenschappelijke naam van de soort werd voor het eerst geldig gepubliceerd in 2001 door Hsen Hsu Hu.